# Taronger trifoliat
El Taronger trifoliat, Poncirus trifoliata (sinònim: Citrus trifoliata), és una espècie de planta membre de la família Rutàcia, estretament relacionat amb el gènere Citrus, i de vegades inclòs en aquest gènere, i n'és prou emparentat com per a servir de portaempelt dels cítrics. Es diferencia dels membres del gènere Citrus pel fet de tenir fulles compostes caducifòlies i el fruit pubescent (amb pilositat fina).
És originari del nord de la Xina i de Corea, i també rep el nom de taronger amargant de la Xina.
Aquesta planta tolera glaçades moderades i la neu i pot ser un gran arbust o bé un arbret de 4–8 m d'alt. Fa que els cítrics empeltats en el Poncirus siguin més resitents al fred que els empeltats sobre les arrels dels mateixos cítrics.

## Descripció
Poncirus trifoliata porta espines grans de 3–5 cm sobre els seus brots, i les fulles caducifòlies tenne 3 (o rarament 5) folíols, Les flors són blanques, amb els estams rosats, de 3–5 cm de diàmetre.
Els fruits són verds i quan maduren són grocs, fan 3–4 cm de diàmetre. Són molt amargants i no són comestibles crus i se'n fa melmelada i si són assecats i en forma de pols es poden fer servir de condiment.

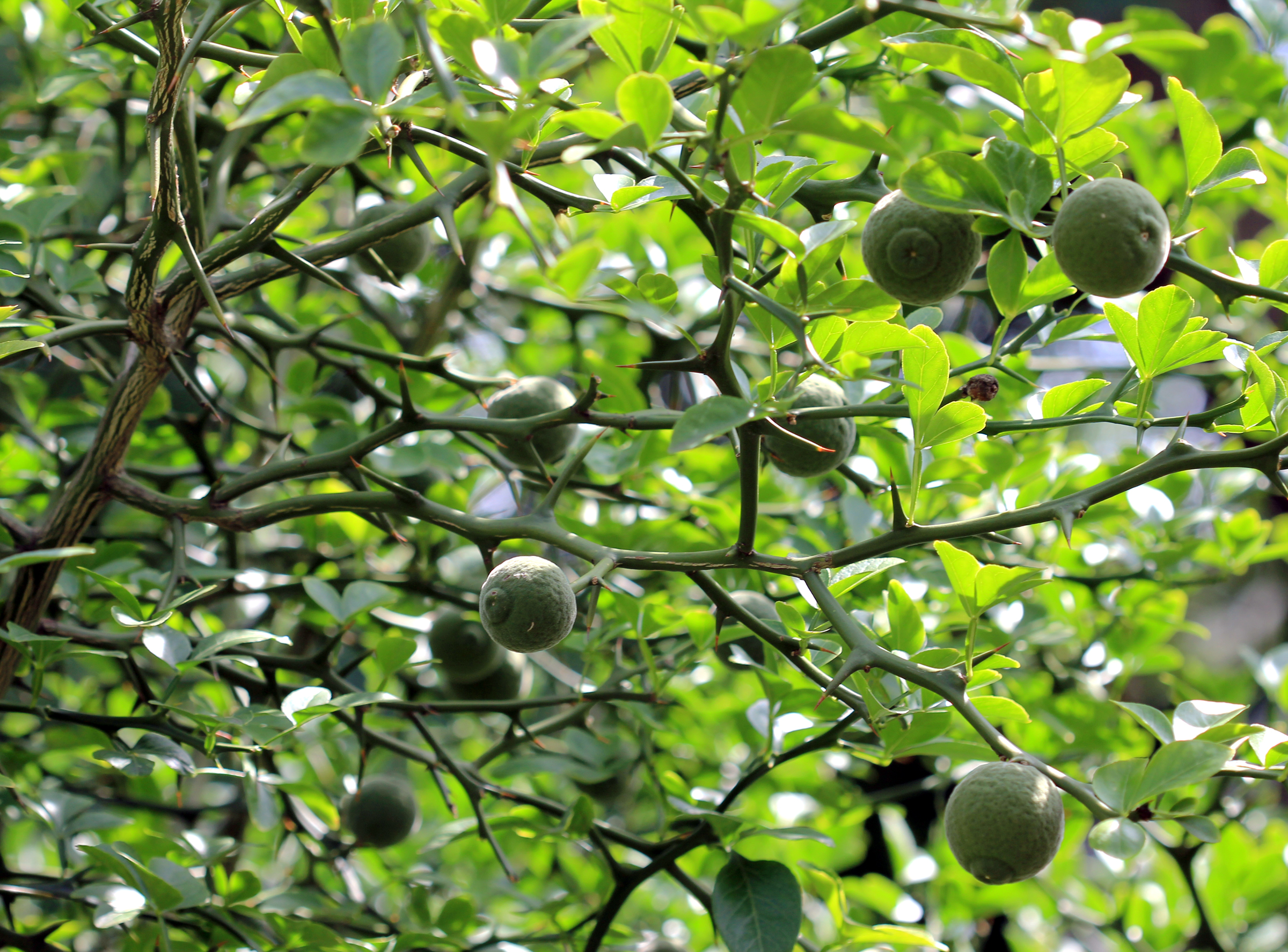
Fruit del tarongerv trifoliat en el jardí botànic de Praga

Els fruits de Poncirus trifoliata són molt utilitzats en la medicina oriental contra la inflamació al·lèrgica. També se'n fan altres estudis farmacològics.

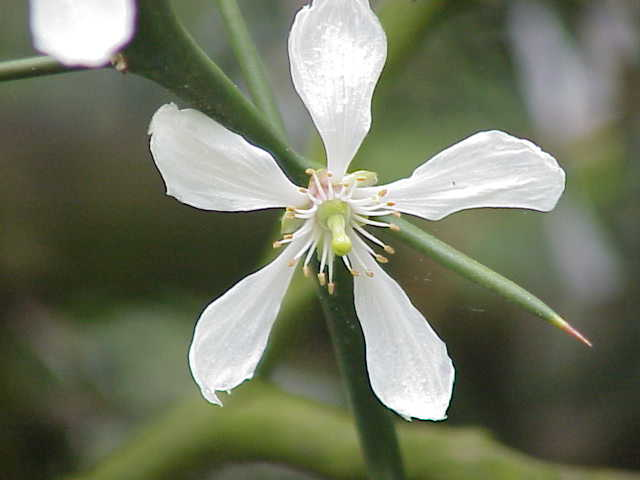
Flor
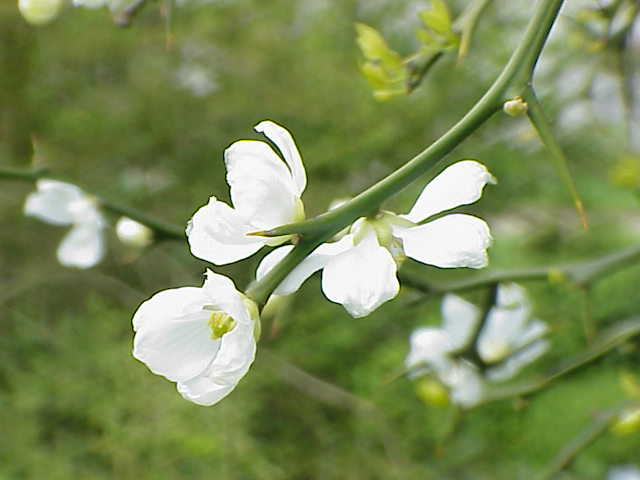
Flors
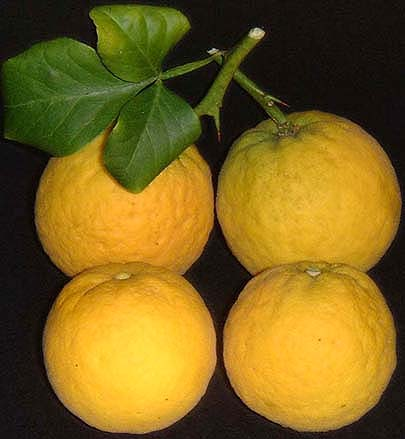
Fruits